# 迅足龍屬
迅足龍屬（學名：Velocipes）是三疊紀晚期的一屬恐龍，可能屬於獸腳亞目。化石發現於現在的波蘭西部（當時屬於德國）。由於牠的化石保存得很差，使得鑑定的工作很困難，所以相關的研究資料很少。模式種是V. guerichi，是由休尼（Friedrich von Huene）在1932年敘述、命名的。後來在2000年，Rauhut及Hungerbuhler將迅足龍歸類於脊椎動物的分類未定屬。